# ويلي جايجي
ويلي جايجي (28 يوليو 1906 – 1 فبراير 1968) لاعب كرة قدم سويسري راحل كان يجيد اللعب في خط الهجوم.
لعب طوال مسيرته الرياضية في أندية سولوثورن (1926-1927) سيرفيت (1927-1929) لو تشو دي فوندز (1929-1931) أورانيا جينيف (1931-1933) لوزان (1933-1939) بيل بين (1939-1940).
مثل منتخب سويسرا في 21 مباراة مسجلا 13 هدف (1927-1935). شارك مع منتخب سويسرا في بطولة كأس العالم 1934 في إيطاليا حيث خرج من الدور الربع النهائي.

## وصلات خارجية
- ويلي جايجي على موقع الاتحاد الدولي (مؤرشف)  (الإنجليزية)
- ويلي جايجي على موقع قاعدة بيانات كرة القدم.إي يو (الإنجليزية)
- ويلي جايجي على موقع ناشيونال فوتبول تيمز (الإنجليزية)
- ويلي جايجي على موقع Soccerway.com (الإنجليزية)
- ويلي جايجي على موقع عالم كرة القدم.نت (الإنجليزية)
- ويلي جايجي على موقع كووورة
- ويلي جايجي على موقع أوليمبيديا (الإنجليزية)
- هذا سيرة ذاتية